# Terra di Lavoro
La Terra di Lavoro è una regione storico-geografica dell'Italia meridionale, comprendente la gran parte della Campania antica oltre ad alcuni settori del Latium adiectum e del Samnium. Il suo ex territorio è suddiviso tra le attuali regioni di Campania, Lazio e Molise.
Con cambiamenti confinali nel corso dei secoli, essa fu una provincia del Regno di Sicilia e del Regno di Napoli, quindi del Regno delle Due Sicilie e poi del Regno d'Italia. Fu infine soppressa e suddivisa fra diverse province con il regio decreto legislativo n. 1 del 2 gennaio 1927, durante il regime fascista.

## Etimologia

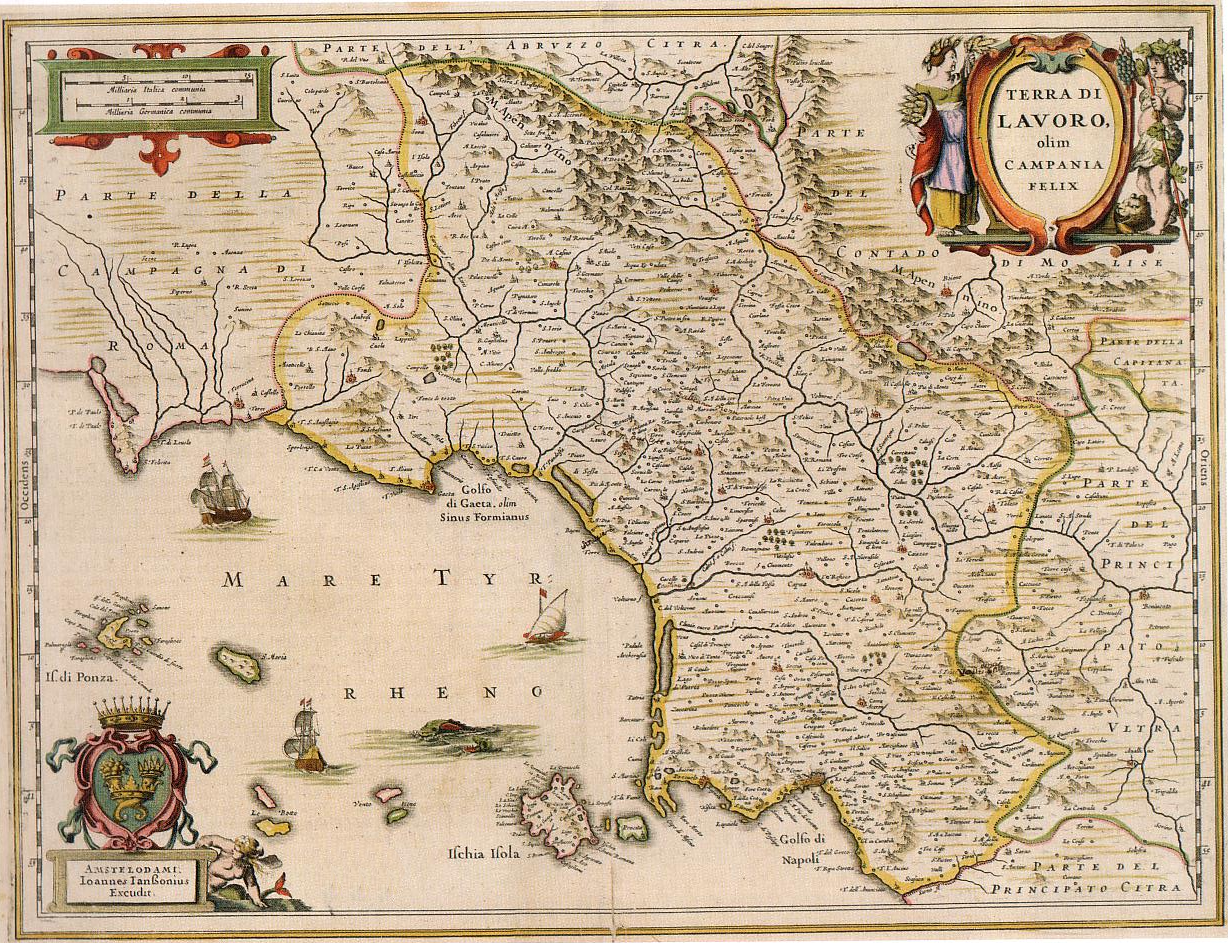
J. Jansson, Terra di Lavoro olim Campania Felix, 1660

In origine, prima dell'affermarsi del toponimo Terra Laboris, il territorio era dai latini identificato con i nomi di Campi Leburini (poi Laburini) e di Terrae Leboriae (poi Laboriae); questo potrebbe derivare forse dal nome di un'antica popolazione, i Lebori.
La sua estensione rappresentava in gran parte i territori della Campania antica e le aree meridionali del Lazio, come il Principato di Capua, il Ducato di Napoli, il Ducato di Gaeta e il Ducato di Sorrento. Con l'avvento di Ruggero II e la conquista del Mezzogiorno, i suddetti territori entrarono a far parte della Terra di Lavoro.
Il toponimo compare per la prima volta nel I secolo d.C. con Plinio il Vecchio (nell'opera Naturalis Historia, scritta tra il 23 e il 79 d.C.) e che fa riferimento al territorio che i Greci conoscevano come Campi Flegrei. Dopo Plinio il Vecchio, però, il toponimo sembra cadere in disuso, poiché scompare dai documenti almeno fino al VII o VIII secolo, quando ricompare in un atto di donazione la cui datazione, però, è oggetto di disputa. Ha una datazione certa, invece, un documento del 786 relativo a un pactum siglato da Arechi, principe longobardo di Benevento, e il Duca di Napoli. Nel corso dei secoli, i confini del territorio identificato come Leboriae si erano ampliati in un'area molto più vasta dell'originale. 
Nell'XI secolo, al toponimo Laboriae, si sostituisce quello di Terra Laboris. Una prima traccia di questa nuova denominazione si trova in un documento del 1092, sulla cui originalità, però, è stato avanzato qualche dubbio. Si tratta di una donazione di terre dal comes Casertae Goffredo a sua figlia Rachilde. Al mutare del toponimo, corrispose un ulteriore mutamento dei confini del territorio, sempre in senso accrescitivo. Il territorio di riferimento, infatti, si era esteso ulteriormente, andando a identificarsi con la Campania e divenendone la denominazione ufficiale nella suddivisione feudale normanna. Ciò è confermato dal re di Francia Filippo Augusto il quale, in marcia da Otranto a Roma nel 1191, afferma espressamente che il confine tra Apulia (già Ducato di Puglia) e Terra Laboris cadeva all'altezza di Sanctus Luctredus (ossia Sant'Eleuterio, l'antica Aequum Tuticum, presso Ariano Irpino), il che attesta come a quel tempo per "Terra Laboris" si intendesse sostanzialmente il territorio campano. In maniera emblematica anche le carte geografiche, dal 1500 al 1700 circa, riportano l'indicazione Terra Laboris olim Campania felix.
Interessante, anche se non avvalorato da alcuna base documentale, è il tentativo di Flavio Biondo (XV secolo) di individuare i passaggi che portano al mutamento toponomastico da Campania a Leboriae e poi a Terra di Lavoro. L'umanista forlivese indica nella volontà delle popolazioni locali di non essere più identificati con l'antica Capua, nemica di Roma, la reintroduzione del termine Leborini (nome di una precedente popolazione campana). Da ciò il territorio sarebbe stato detto Leborio o terra di Lebore. Quest'ultimo nome, poco orecchiabile, sarebbe stato mutato in terra di Labore.
Scipione Mazzella, nella sua descrizione del Regno di Napoli, fa cenno al toponimo Campi Leborini (o Leborini Campi) che egli identifica come il territorio appresso Capua. In sostanza i toponimi Leboriae e Campi Leborini sono strettamente connessi, derivando l'uno dall'altro. Un rapporto di derivazione diretta di Leboriae dalla parola latina labor viene scartato dalla gran parte degli studiosi. Da una analisi morfologica, infatti, si desume che le basi tematiche dei due vocaboli sono differenti. Si verifica, dunque, un passaggio da nominativo a genitivo che, sulla scorta di altri casi tipici dell'area mediterranea, lascia presupporre un'origine prelatina del termine Leboriae. Il passaggio da Leboriae a Laboris, e quindi Terra Laboris, dunque, più che basarsi su una comune origine linguistica, si fonda su un fenomeno di assonanza, che, supportato dalla caratteristica fertilità del territorio, ha portato all'affermazione di tale toponimo sugli altri.

## Storia

La Campania antica

Vero e proprio simbolo della feracità del territorio sono le Matres Matutae, antiche statue in tufo, realizzate, in un periodo compreso tra il VI al I secolo a.C., dalle popolazioni Osche. I manufatti, di diverse dimensioni, rappresentano, tutte, eccetto una, donne con uno o più neonati tra le braccia. L'eccezione è, invece, la rappresentazione di Mater Matuta, divinità italica dell'aurora e delle nascite, che tiene una melograno (simbolo di fecondità) nella mano destra, e una colomba (simbolo di pace) nella mano sinistra. Un'allegoria, quella delle Matres Matutae, che ben si coniuga con un altro simbolo di abbondanza della Terra di Lavoro: le cornucopie del suo stemma ricolme dei frutti del lavoro della terra.

### Antichità
Nell'antichità, gran parte della Terra di Lavoro veniva denominata Campania felix, dove felix stava a indicare l'opulenza e fertilità della regione. Il toponimo Campania, risalente al V secolo a.C., è di origine classica. L'ipotesi più accreditata è che esso derivi dal nome degli antichi abitanti di Capua. Da Capuani, infatti, si avrebbe Campani e, quindi, Campania. Inoltre sia Livio, sia Polibio, dicono di un Ager Campanus con un chiaro riferimento a Capua e al territorio a essa circostante. In seguito alla divisione augustea delle province della penisola, il concetto di Campania si estese oltre i suoi originari confini andando a ricomprendere un territorio ben più vasto dell'area circostante Capua. Il termine Campania andò a indicare una generica area di pianura, probabilmente in assonanza con campus e, in particolare, il termine iniziò a riferirsi anche alla parte pianeggiante del Lazio (Campania di Roma, in seguito, Campagna Romana). È in questo quadro che al nome Campania si affianca l'aggettivo felix. La sua introduzione si deve a Plinio il Vecchio, il quale avverte la necessità di distinguere la Campania Antiqua dal nuovo concetto più esteso di Campania, che includeva la cosiddetta Campania Nova (la Campania di Roma). L'attributo felix nasce, quindi, non tanto per indicare la feracità del territorio, quanto per identificare in maniera univoca una specifica fetta di territorio: la Campania di Capua.
La Campania antica, chiusa tra gli Appennini e il mare, aveva come confini, a sud, il fiume Sele e, a nord, il Garigliano (secondo Plinio il Vecchio, invece, la città di Sinuessa).
Quando, attorno al 7 d.C., Augusto divise l'Italia romana in XI regiones, la Campania andò a formare - assieme al Latium - la prima fra queste: la regio I Latium et Campania.

Gli Stati della Campania attorno all'anno 1000

Individuare nettamente dei confini per la Leboria è cosa ardua. In epoca altomedioevale, quando questo territorio fu oggetto di contesa tra il Ducato di Benevento e quello di Napoli, i suoi confini potevano essere così definiti: a Nord, il confine era segnato dal fiume Clanio, mentre a Sud era rappresentato da una linea ideale che attraversava Caibanus, Carditum, Fratta, Villam Casandrini et Grumi. Nel corso dei secoli, però, tali confini sono andati, gradualmente, dilatandosi includendo porzioni sempre maggiori di territorio. Al nucleo rappresentato dall'area compresa tra il Clanio e i Campi Flegrei, si sono affiancati a Nord, i territori fino al Volturno e, a Sud e ad Est, l'Ager neapolitanus ed il Territorium nolanum.

### Alto Medioevo
Dal VII secolo la denominazione Liburia o Liguria venne accostata a una buona porzione del Ducato di Napoli. Il Duca di Napoli, nell'anno 715, sottrasse Cuma ai Longobardi, occupando anche le terre leboree che da allora vennero indicate come Liburia Ducalis, seu de partibus militiae. Mentre si andava indebolendo il potere dell'Impero bizantino sulla penisola italica a favore di una maggiore indipendenza acquisita dai suoi vassalli, i Duchi di Napoli estesero, a poco a poco, il patrimonio del loro Ducato: la Liburia, limitata inizialmente nella piana di Quarto, si dilatava sino a Liternum (fissando il confine col territorio Capuano lungo il corso del fiume Clanio), ancora, si estendeva sino ad Avella e girava intorno alle falde del Vesuvio scendendo per la villa di Portici sino al mare.
Anche i Longobardi iniziarono ad associare al toponimo Liburia parte delle loro terre, in particolare i territori confinanti con la Liburia napoletana; in tal modo anche i territori di Nola, di Acerra, di Suessola e di Avella furono, per consuetudine, denominati Laborini. Successivamente, nei documenti si ritrova il toponimo Liburia associato anche ad altri territori della Ducato di Napoli verso Amalfi.
In definitiva, in epoca Longobarda, la zona denominata Liburia si estese ai territori immediatamente circostanti e, poi, alla fine dell'XI secolo, in epoca normanna, a quella che verrà indicata come Terra di Lavoro durante il Regno di Sicilia. Sotto i Normanni e gli Svevi, come detto, si affermò il toponimo Terra di Lavoro, mentre cadde in disuso il toponimo Liburia.

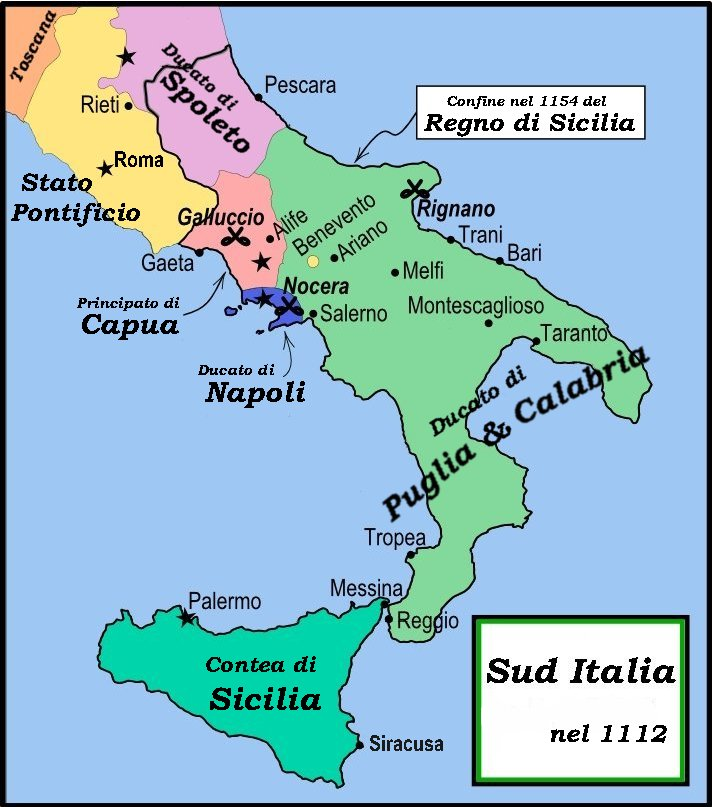
L'Italia meridionale attorno al 1122. In verde gli Stati normanni, in rosa il Principato di Capua.

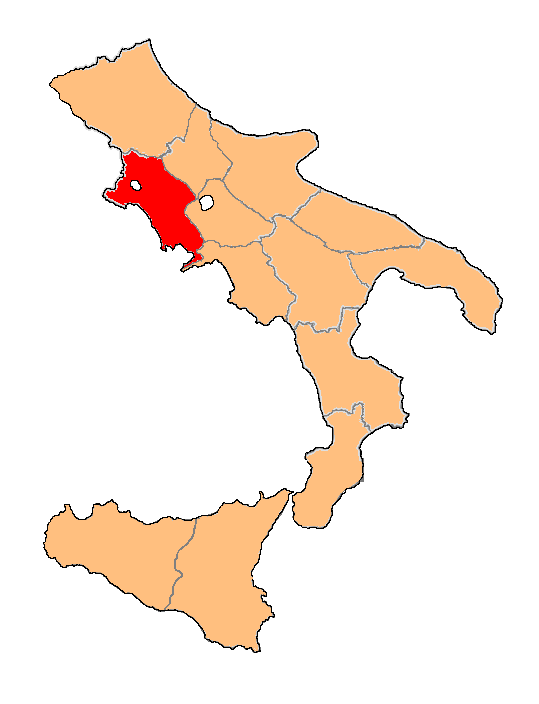
Il giustizierato di Terra di Lavoro nel Regno di Sicilia, attorno al 1250

### Il Principato di Capua
In epoca medievale, il territorio divenne la sede del potente Principato di Capua, entità statale autonoma sotto il dominio, prima, longobardo e, poi, normanno fino al 1059, anno della sua definitiva annessione al Regno di Sicilia. Nel XII secolo, l'avvento dei Normanni di Sicilia originò una nuova suddivisione dell'Italia meridionale: Ruggero II divise inizialmente i suoi territori continentali in tre ducati: Apulia, Calabria e Terra di Lavoro. Liburia o Liboriae indicava, in epoca precedente, la fascia meridionale di territorio dell'agro campano, stretta tra i Campi Flegrei e il corso del fiume Clanio e il suo centro era il castello di Aversa, piazzaforte da cui i normanni avevano gestito la conquista del territorio. All'epoca di Guglielmo I, la Terra di Lavoro comprendeva, invece, oltre all'attuale provincia di Caserta: a sud, Napoli, l'agro nolano e parte della valle Caudina; a nord, la valle del Garigliano e la media valle del Liri; a est, tutta l'area compresa tra le sorgenti del fiume Volturno e la valle Telesina. A quel tempo la Terra di Lavoro non era però autonoma, ma formava con la Puglia un'unica entità amministrativo-giudiziaria denominata Tota Apulia et Terra Laboris.

### Il giustizierato federiciano
Nel 1221 Federico II di Svevia, che già da tempo cercava di contenere il potere feudale a favore di quello regio, istituì il Justitiaratus Molisii et Terre Laboris, uno dei distretti amministrativi, i giustizierati appunto, in cui erano suddivisi i territori del regno. Voluti dal sovrano, nell'ambito di un processo di centralizzazione amministrativa che avrà il suo culmine con le Costituzioni di Melfi del 1231, i distretti di giustizia imperiale erano affidati a un rappresentante del potere regio, il Gran Maestro Giustiziere, attraverso il quale l'autorità del re si sovrapponeva a quella dei feudatari. L'amministrazione della Terra di Lavoro era congiunta a quella del Contado di Molise e i due territori condivisero il medesimo giustiziere fino al XVI secolo. Nel 1538, in epoca aragonese, il Contado del Molise, infatti, fu separato dalla Terra di Lavoro e definitivamente aggregato alla Capitanata.
Con la costituzione del giustizierato, il toponimo Terra di Lavoro diveniva la denominazione ufficiale di un distretto amministrativo plurisecolare, che sarebbe stato soppresso solo nel XX secolo. Inoltre, quelli che fino ad allora erano stati dei confini piuttosto variabili, subirono una prima definizione formale. Tali confini, sebbene mai immuni da trasformazioni e aggiustamenti, andarono a circoscrivere uno specifico territorio dotato di una sua peculiare identità.

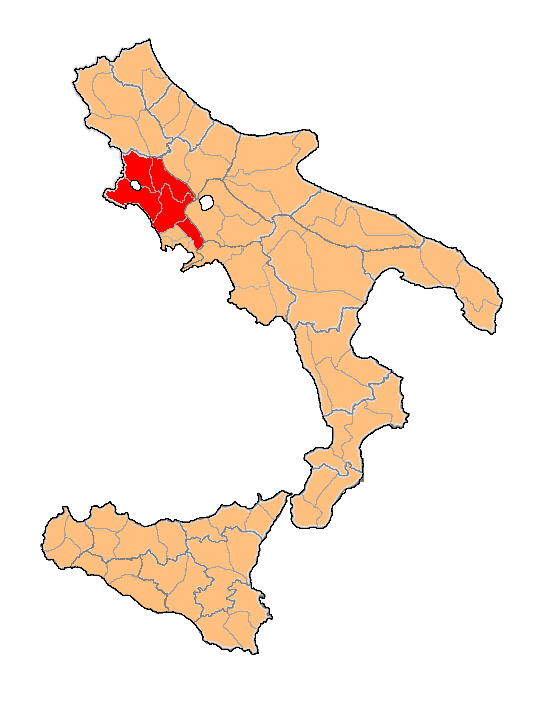
La provincia di Terra di Lavoro nel Regno delle Due Sicilie

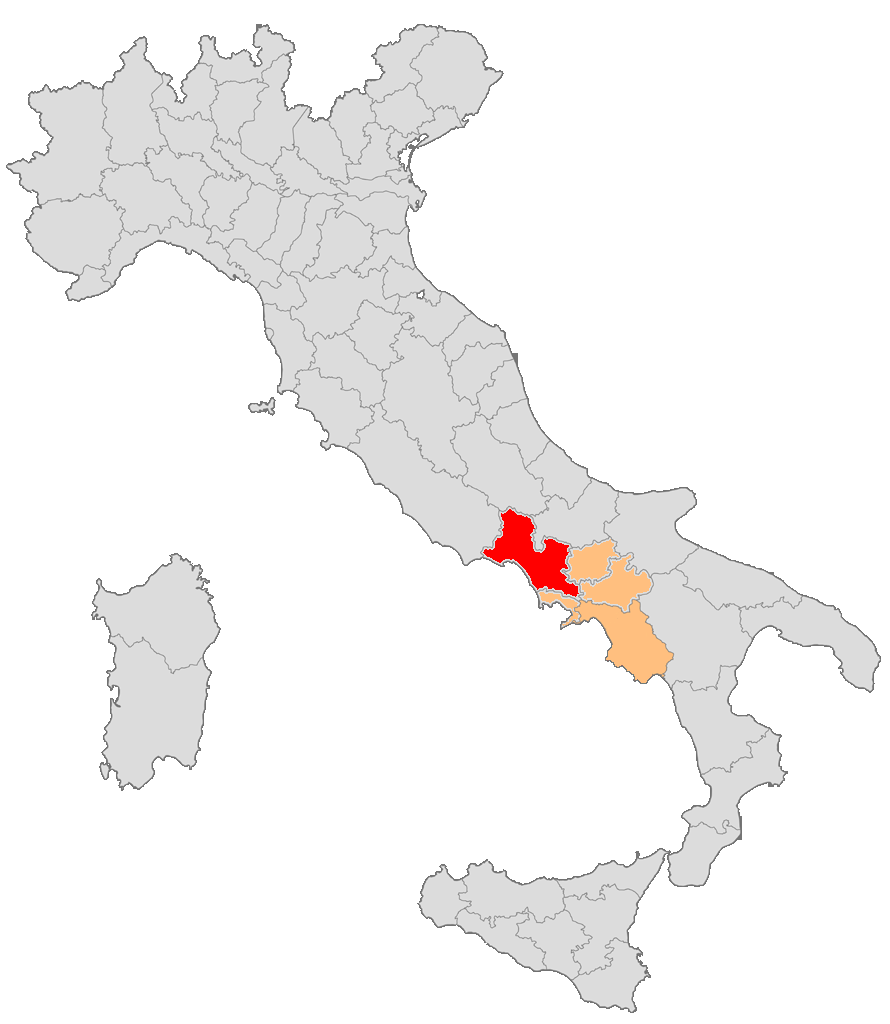
La provincia di Terra di Lavoro nel Regno d'Italia

Nel XIII secolo, in epoca Sveva, si ebbe la massima estensione della Terra di Lavoro, che comprendeva il territorio del Regnum racchiuso tra il Tirreno, la dorsale appenninica, il fiume Sarno e la fascia meridionale della valle Roveto. Erano, infatti, ricompresi nel giustizierato anche diversi comuni attraversati dai Regi Lagni (compresi quelli facenti parte dell'odierna città metropolitana di Napoli, quali Casoria, Afragola, Acerra, Caivano, almeno per parte del territorio, Casalnuovo di Napoli, Pomigliano d'Arco e Brusciano), poiché rientranti nella vasta piana alluvionale costituita dal bacino idrografico del Clanio e, quindi, nel cuore dell'antica Campania felix. Di questa piana, oltre che probabilmente dell'area su cui insisteva la città di Atella, fanno parte anche Cardito, Grumo Nevano, Frattamaggiore e Frattaminore. I confini dell'area includevano, inoltre, i disciolti comuni di Secondigliano (comprendente gli attuali quartieri partenopei di Secondigliano, Scampia e Miano) e San Pietro a Patierno (comprendente l'omonimo quartiere napoletano), così come la parte pianeggiante del disciolto comune di Chiaiano e dei suoi casali (attuali quartieri napoletani di Chiaiano, Marianella e Piscinola), che comprende anche una vasta zona dei Camaldoli al limite con i Campi Flegrei. Infine, era territorio "dei Leborini" quello circostante la città di Giugliano in Campania.
Nel 1295 re Roberto d'Angiò nominò un suo familiare, cavaliere milites che si distinse durante le guerre del Vespro, di nome Goffredo de Nantolio (Gaucher I, Gauthier de Nanteuil o latinizzato Galcherio o Galcherus de Nantolio) Viceré di Terra di Lavoro, sposo di Violante d'Artus.

### Età moderna e contemporanea
(Pier Paolo Pasolini, La terra di Lavoro, in Le ceneri di Gramsci, Garzanti 1957)
Con la legge n. 132 del 1806 Sulla divisione ed amministrazione delle province del Regno, varata l'8 agosto di quell'anno, Giuseppe Bonaparte riformò la ripartizione territoriale del Regno di Napoli sulla base del modello francese e soppresse il sistema feudale. Negli anni successivi (tra il 1806 e il 1811), una serie di regi decreti completò il percorso d'istituzione delle province con la specifica dei comuni che in esse rientravano e la definizione dei limiti territoriali e delle denominazioni di distretti e circondari in cui veniva suddivisa ciascuna provincia.
Nel 1860-61, la provincia e tutto il Regno delle Due Sicilie entrarono a far parte del Regno d'Italia; la provincia continuò a costituire un'unità amministrativa di primo livello anche nel nuovo Stato unitario, anche con la dicitura alternativa e ufficiale di provincia di Caserta. Nel 1927, nel quadro di un generale riordinamento delle circoscrizioni provinciali secondo i voleri del regime fascista, si decise di procedere alla soppressione della storica provincia.
Il territorio dell'antica Terra di Lavoro risulta oggi amministrativamente ripartito tra la Campania (totalità della provincia di Caserta e parte della città metropolitana di Napoli), il Lazio (le metà meridionali delle due provincie di Frosinone e di Latina, note nel loro assieme come Lazio meridionale), e il Molise (una piccola porzione della provincia di Isernia).

## Galleria d'immagini

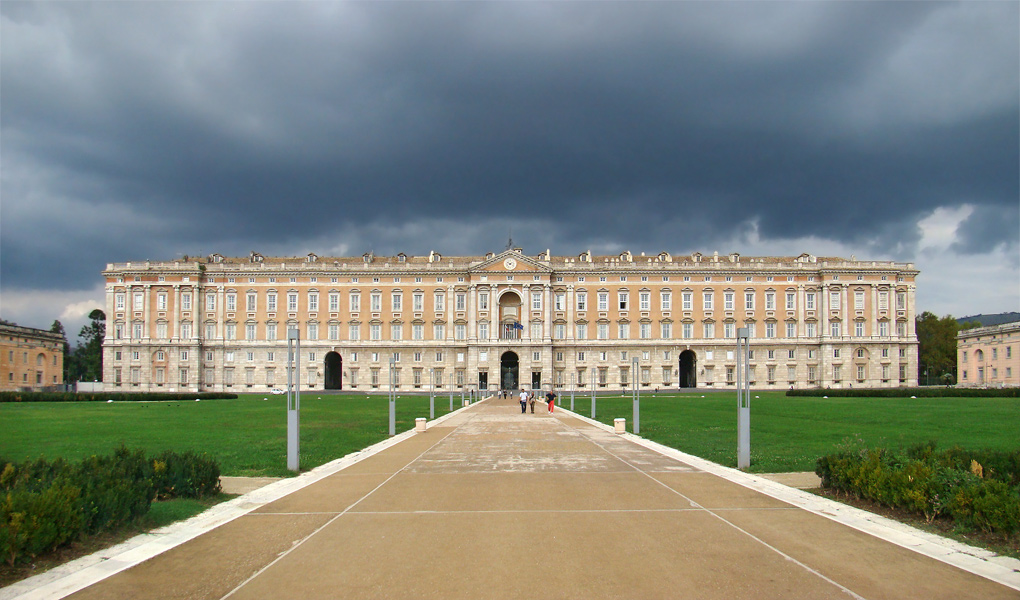
La Reggia di Caserta (CE)
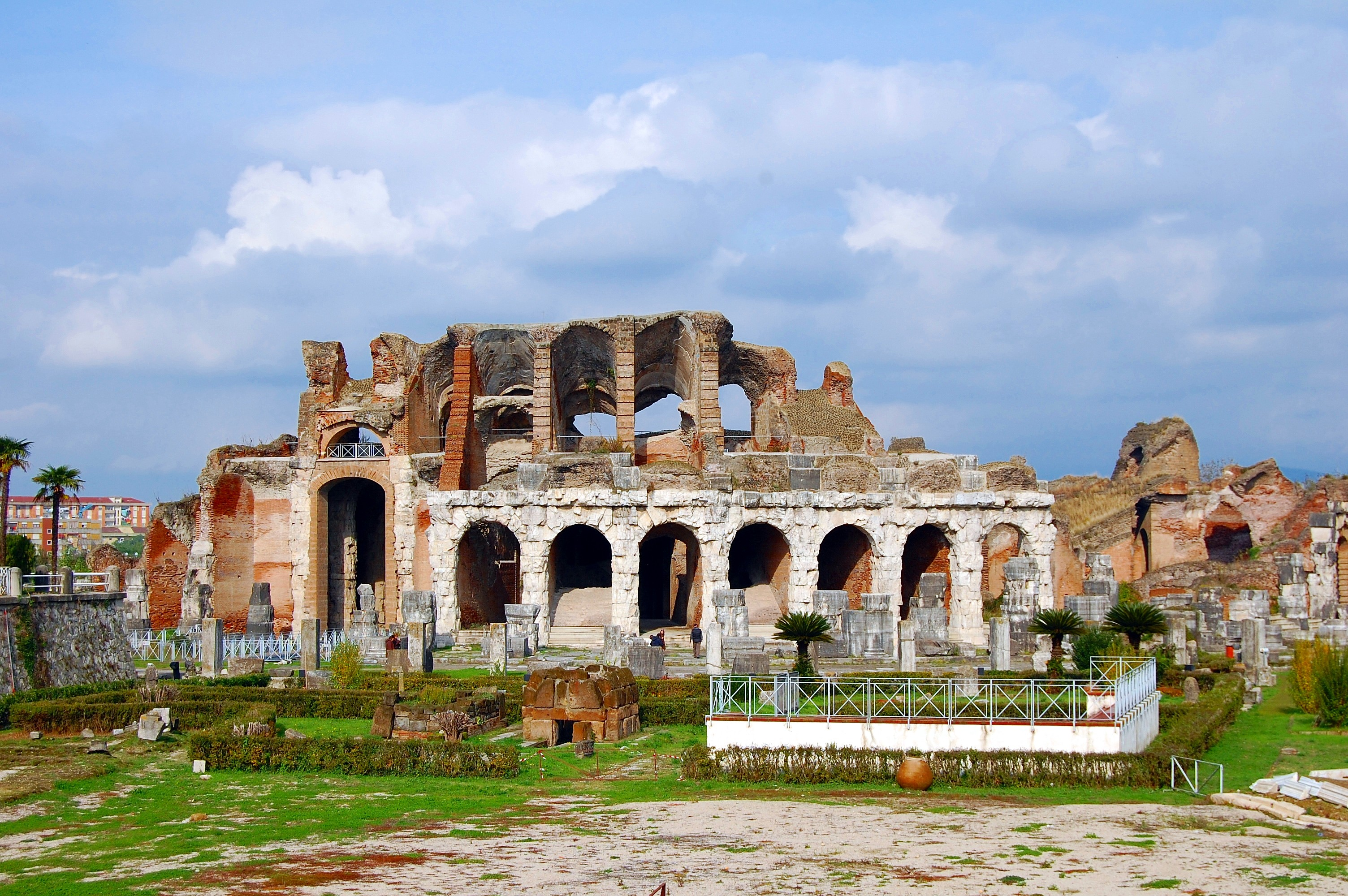
L'anfiteatro dell'antica Capua (oggi a Santa Maria Capua Vetere, CE)
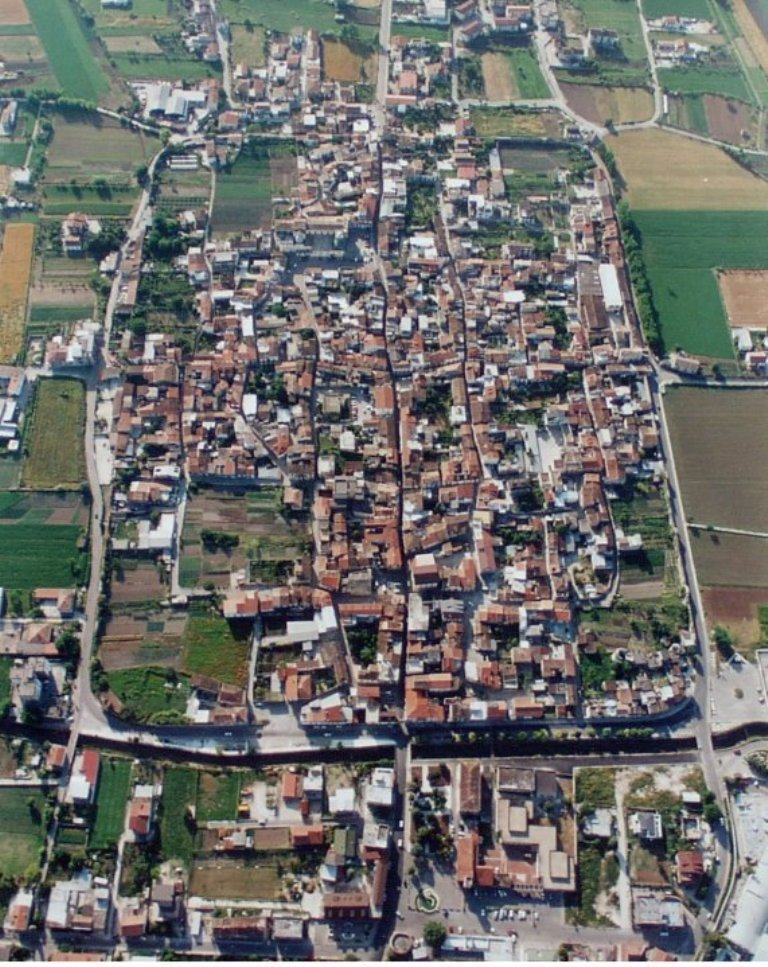
Panorama del centro storico di Alife (CE)
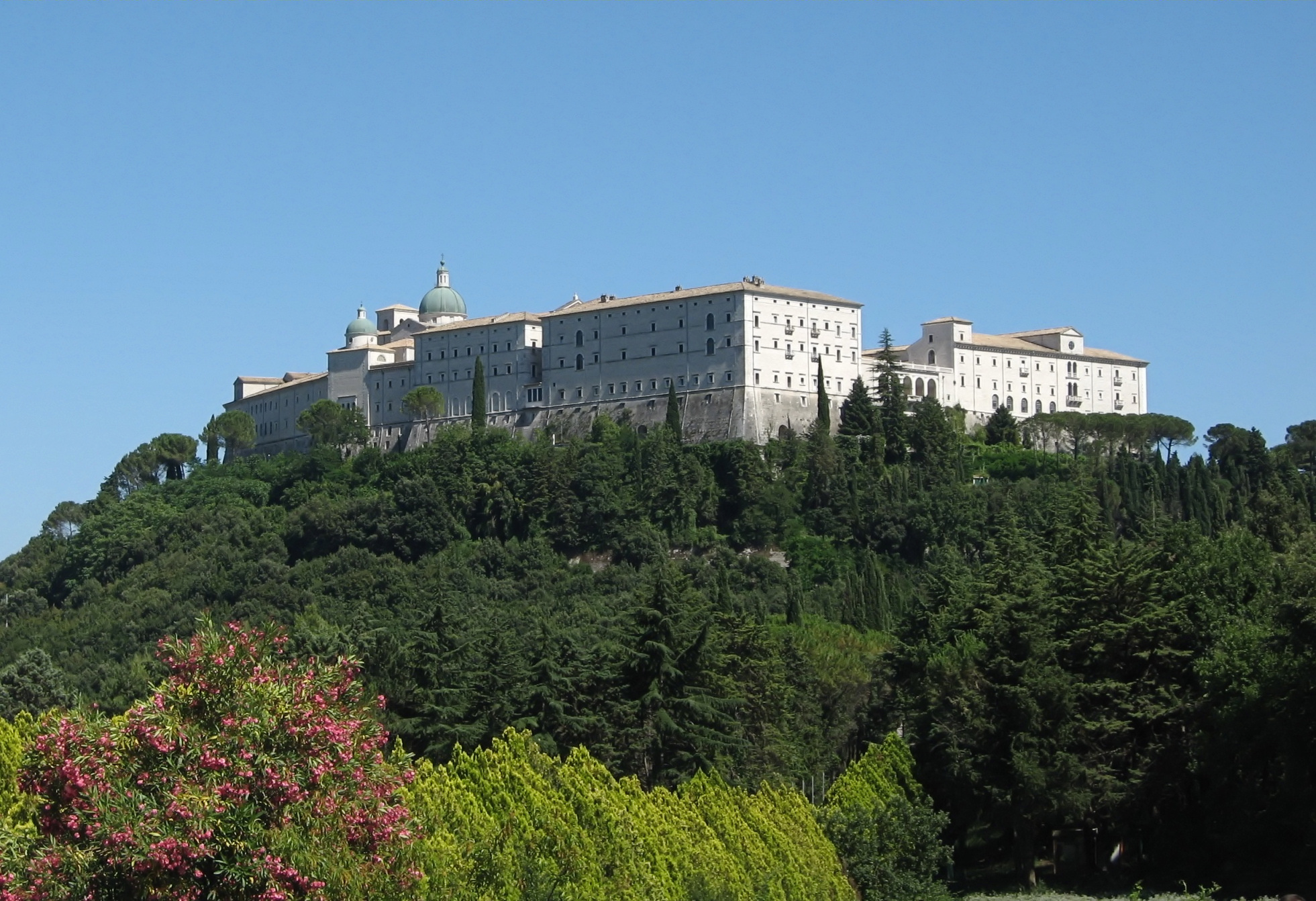
L'abbazia di Montecassino a Cassino (FR)
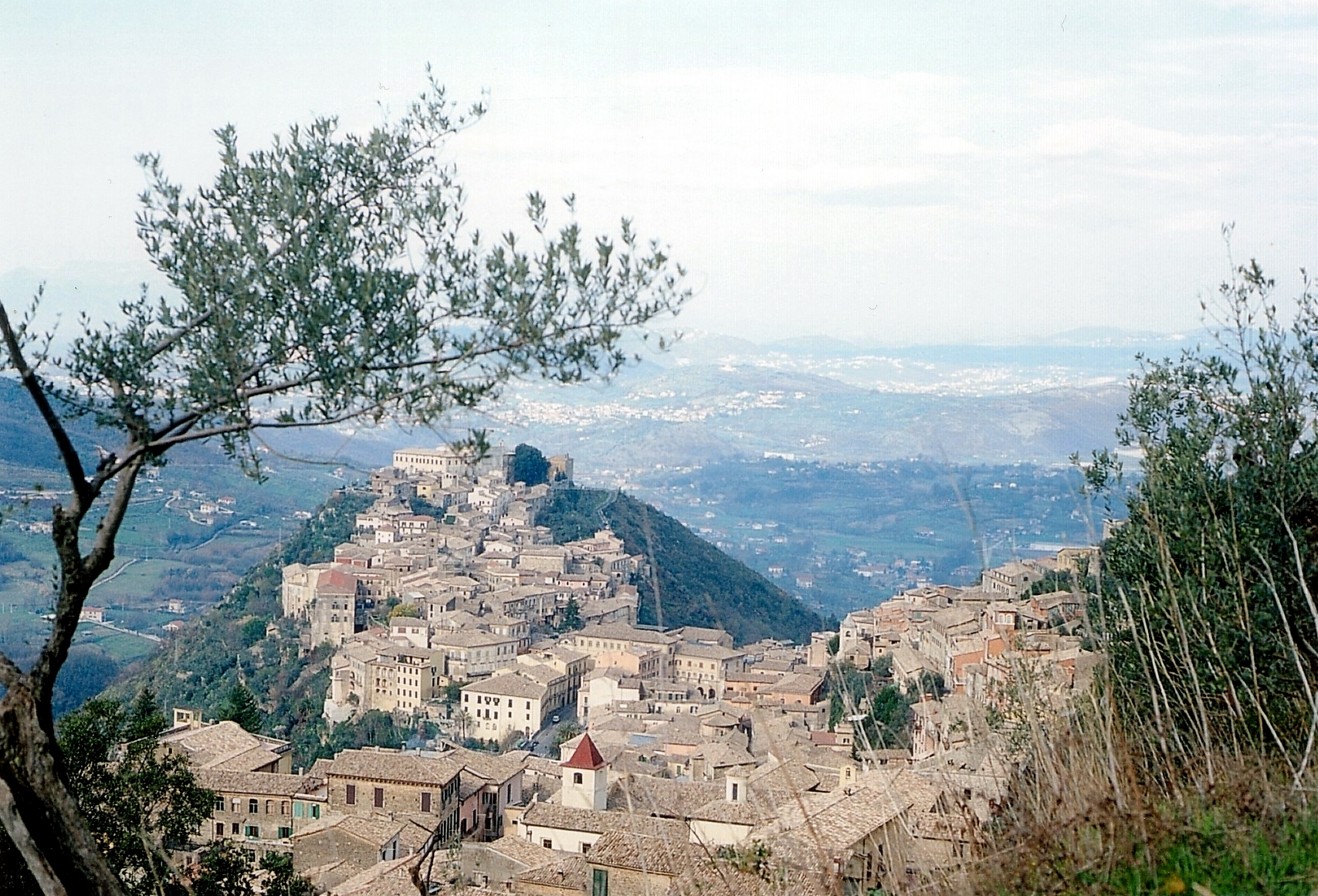
Arpino (FR)
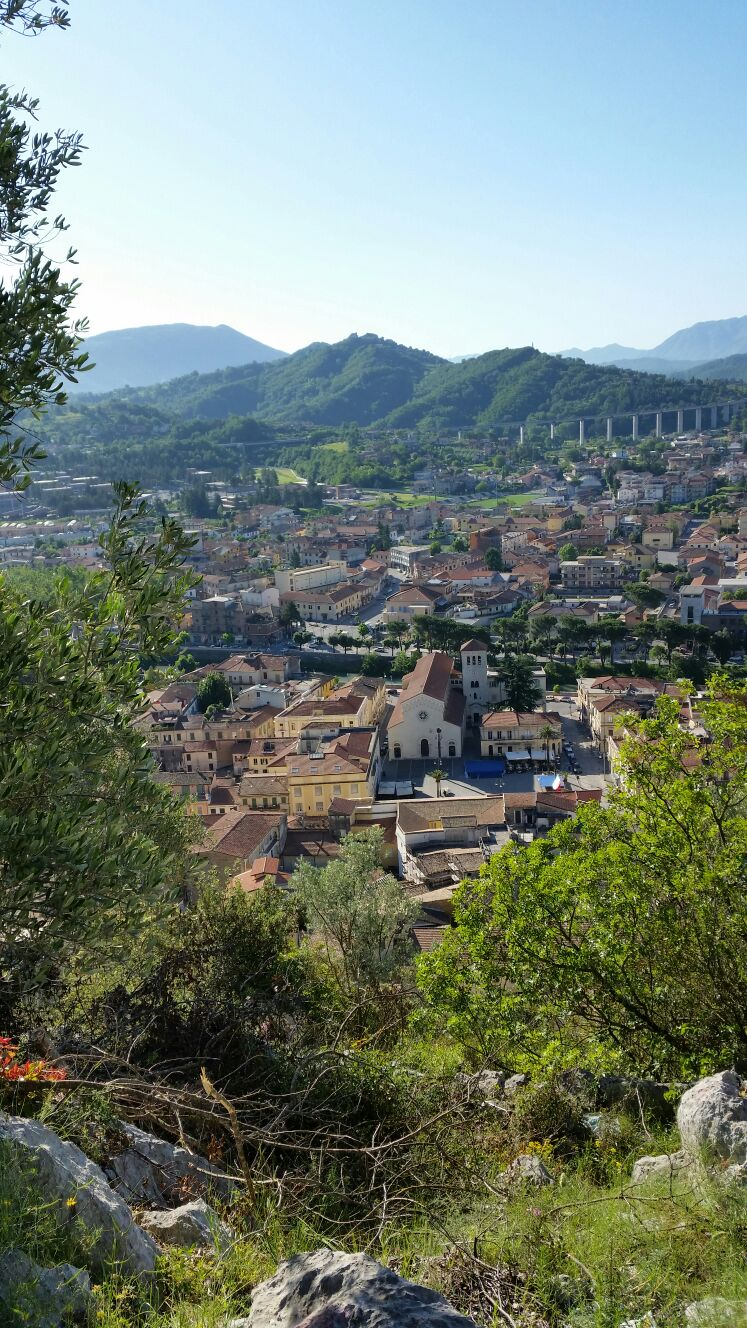
Sora (FR)
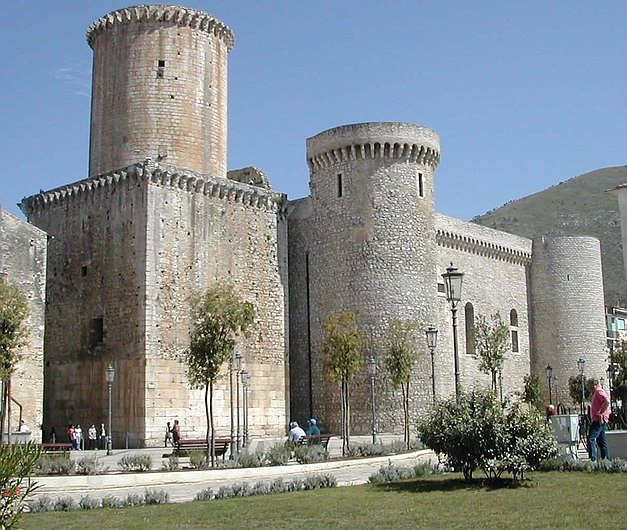
Il castello baronale di Fondi (LT)
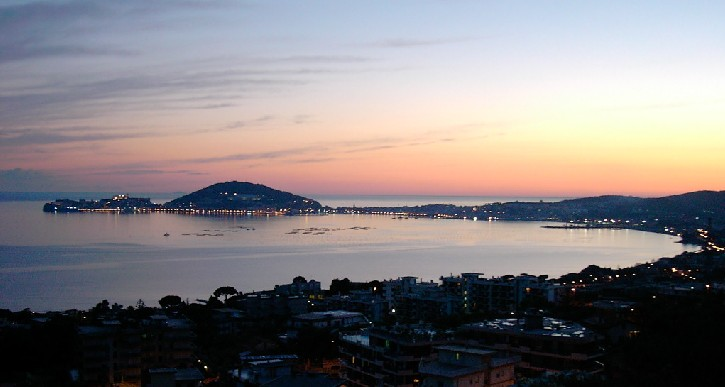
Veduta del golfo di Gaeta da Formia (LT)
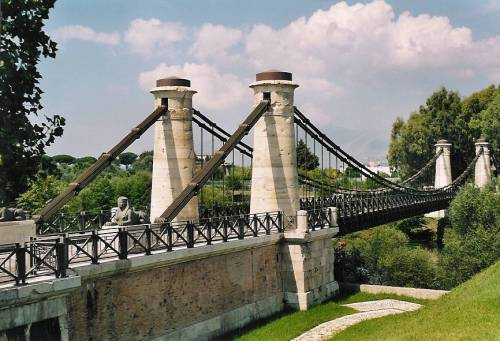
Il Ponte Real Ferdinando sul Garigliano: collega Minturno (LT) e Sessa Aurunca (CE)
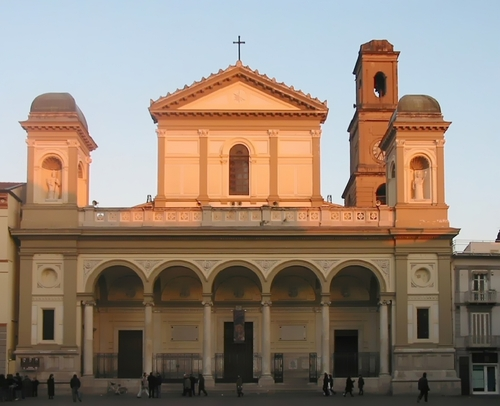
La cattedrale di Nola (NA)
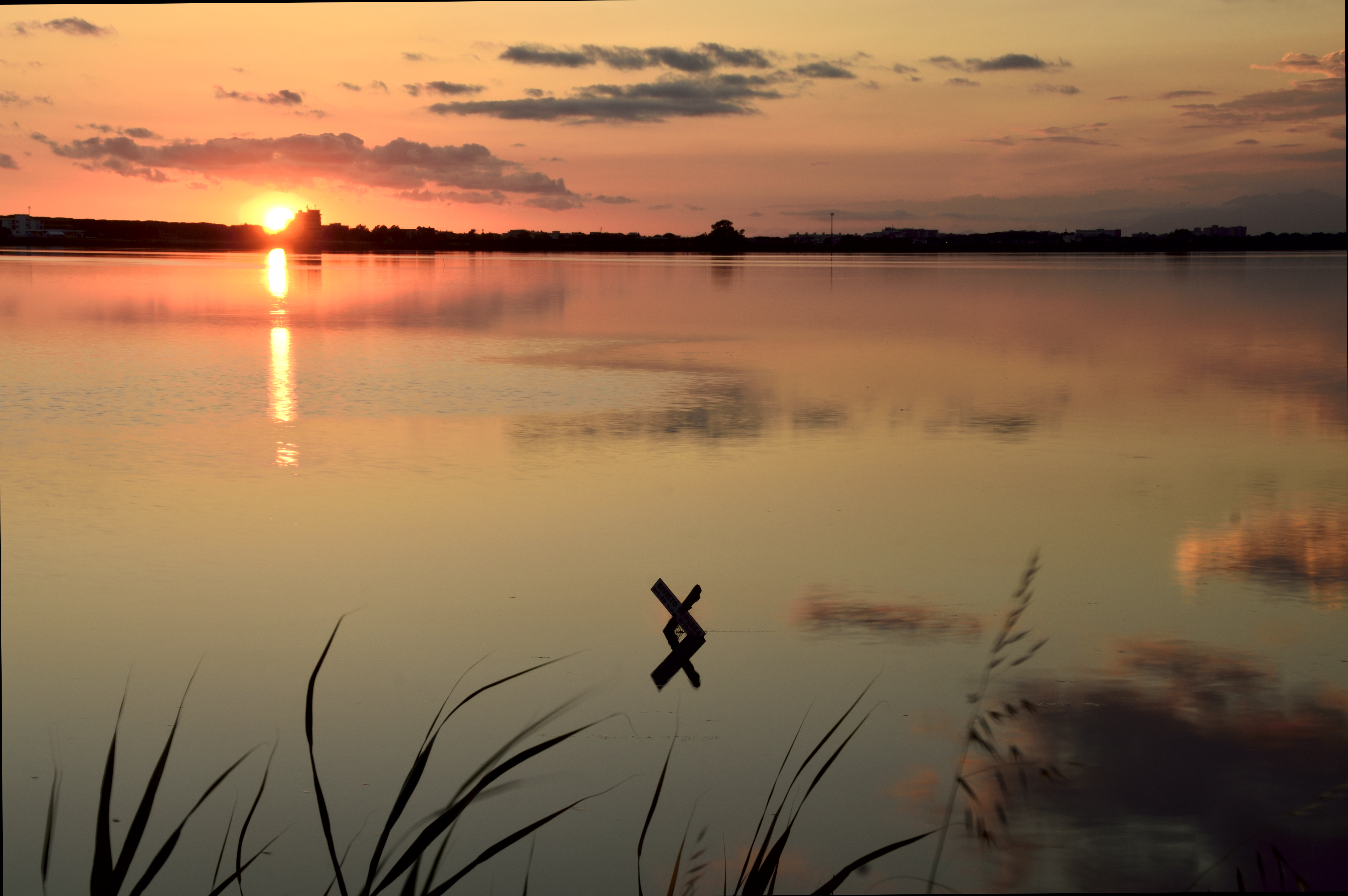
Lago di Patria (NA)